# Brestov nad Laborcom
Pour les articles homonymes, voir Brestov.
Brestov nad Laborcom (en hongrois : Laborczbér) est un village du district de Medzilaborce, dans la région de Prešov, en Slovaquie.

## Histoire
La première mention écrite du village date de 1434.

## Démographie

### Évolution de la population
| Année:               | 1994. | 2004.    | 2014.    | 2024.    |
| -------------------- | ----- | -------- | -------- | -------- |
| Nombre de personnes: | 90    | 68       | 105      | 130      |
| Différence:          |       | -24,44 % | +54,41 % | +23,80 % |

| Année:               | 2023. | 2024.   |
| -------------------- | ----- | ------- |
| Nombre de personnes: | 127   | 130     |
| Différence:          |       | +2,36 % |